# Auguste Spohr
Auguste Fichtner geb. Spohr, auch Auguste Fichtner-Spohr (* ca. Juli 1840; † 1. August 1882 in Coburg), war eine deutsche Theaterschauspielerin.

## Leben
Auguste Spohr war in Düsseldorf, Detmold, Mainz, am Hamburger Stadttheater von 1861 bis 1865 und am Hoftheater Coburg von 1873 bis zu ihrem Tod im Jahr 1882 engagiert. Bei ihrem Tod wird sie als „Großherzoglich Weimarsche und Herzoglich Coburgsche Kammersängerin“ bezeichnet.
Ihr Ehemann war der Schauspieler Adolf Fichtner, Sohn des Schauspielerehepaars Karl und Elise Fichtner. Die Schwester ihres Ehemannes, Maria Magdalena Fichtner, ebenfalls Schauspielerin, war mit dem Hofschauspieler Friedrich Arnsburg verheiratet.
Ihr Sohn war der Kapellmeister Carl Fichtner.